# Psammopsyllus operculatus
Psammopsyllus operculatus är en kräftdjursart som beskrevs av Nicholls 1945. Psammopsyllus operculatus ingår i släktet Psammopsyllus och familjen Cylindropsyllidae. Inga underarter finns listade i Catalogue of Life.